# Leptophloeus angustulus
Leptophloeus angustulus là một loài bọ cánh cứng trong họ Laemophloeidae. Loài này được LeConte miêu tả khoa học năm 1866.